# Islam Fathi
Islam Fathi (ar. اسلام فتحي; ur. 28 stycznia 1970 w Al-Minufijji) – egipski piłkarz grający na pozycji obrońcy. W swojej karierze rozegrał 9 meczów i strzelił 1 gola w reprezentacji Egiptu.

## Kariera klubowa
Swoją karierę piłkarską Fathi rozpoczął w klubie Ghazl Shebeen. W 1988 roku przeszedł do Zamaleku. W 1991 roku odszedł do El Qanah FC, w którym grał do 1994. W sezonie 1994/1995 był ponownie zawodnikiem Zamaleku. W latach 1995–1997 grał w Gomhoriat Shebin SC, a w latach 1997-2002 - Ghazl Suez. Karierę kończył w 2003 roku jako zawodnik klubu Baladeyet El Mahalla SC.

## Kariera reprezentacyjna
W reprezentacji Egiptu Fathi zadebiutował 25 lipca 1993 w przegranym 1:2 meczu kwalifikacji do Pucharu Narodów Afryki 1994 z Mali, rozegranym w Bamako. W 1994 roku został powołany do kadry na Puchar Narodów Afryki 1994. Na tym turnieju rozegrał trzy spotkania: grupowe z Gabonem (4:0) i z Nigerią (0:0) oraz ćwierćfinałowe z Mali (0:1). Od 1993 do 1994 rozegrał w kadrze narodowej 9 meczów i strzelił 1 gola.